# 인 유어 하우스
인 유어 하우스(In Your House)는 WWE에서 주관하던 페이퍼뷰이다. WWF 시절의 5대 페이퍼뷰 (로얄 럼블, 레슬매니아, 섬머슬램, 킹 오브 더 링, 서바이벌 시리즈)가 3시간 짜리로 $29.95의 비용이 드는데 반해 인 유어 하우스는 2시간에 $19.95의 페이퍼뷰이다. WWE가 WCW와 대결을 할 때 WCW도 월간 페이퍼뷰 체제를 도입하여 3시간 동안 페이퍼뷰를 진행하였다. 그러자 WWE도 모든 페이퍼뷰를 3시간 동안 진행하게 된다. 1999년 인 유어 하우스 : 백래쉬를 끝으로 WWE에 월간 페이퍼뷰 체제가 정착되면서 폐지되었다가 2020년 6월 7일 NXT 테이크오버 : 인 유어 하우스로 부활했다.

## 역사
이 이벤트에는 #1, #2, #... 등과 같이 숫자가 붙어있었다. 그러다가 7번째 대회인 "굿 프렌즈, 배터 애너미즈" (메인이벤트는 숀 마이클스와 디젤의 대결)부터 부재가 붙게 되었다.
(예를 들어 잇츠 타임 , 뷰리어드 얼라이브 , 어 콜드 데이 인 헬 , 락 바텀 , 세인트 발렌타인 데이 마스퀘어 등) 그러다가 부재가 정식 제목이 되었다. (예를 들어 인 유어 하우스 : 풀리 로디드가 아닌 풀리 로디드 : 인 유어 하우스) 그러다가 노 웨이 아웃, 백래쉬, 저지먼트 데이처럼 인 유어 하우스라는 이름이 사라진채 페이 퍼 뷰가 진행되는 시대가 된다. 그라운드 제로 : 인 유어 하우스는 인 하우스 쇼 역사상 첫 3시간짜리 페이 퍼 뷰이다.

## 날짜 및 개최지
| #  | 이벤트 명칭                                    | 날짜             | 개최한 곳      | 경기장                     | 관중수      | 메인 이벤트 |
| -- | ---------------------------------------------- | ---------------- | -------------- | -------------------------- | ----------- | --- |
| 1  | 인 유어 하우스 1 : 프리미어                    | 1995년 5월 14일  | 시러큐스       | 오논다 워 메모리얼         | 7,000       | 디젤 vs. 사이코 시드 (WWE 챔피언십) |
| 2  | 인 유어 하우스 2 : 더 럼버잭스                 | 1995년 7월 23일  | 내슈빌         | 내슈빌 뮤니시펄 오디터리움 | 6,482       | 디젤 vs. 사이코 시드 (WWE 챔피언십, 럼버잭 매치) |
| 3  | 인 유어 하우스 3 : 트리플 헤더                 | 1995년 9월 24일  | 새기노         | 새기노 시빅 센터           | 5,146       | 디젤 (WWE 챔피언) & 숀 마이클스(WWE 인터컨티넨탈 챔피언) vs. 요코주나 & 브리티시 불독 (WWE 월드 태그팀 챔피언) (WWE 챔피언십, WWE 인터컨티넨탈 챔피언십, WWE 월드 태그팀 챔피언십, 태크팀 매치) |
| 4  | 인 유어 하우스 4 : 그레이트 화이트 노스        | 1995년 10월 22일 | 위니펙         | 위니펙 아레나              | 10,339      | 디젤 vs. 브리티시 불독 (WWE 챔피언십) |
| 5  | 인 유어 하우스 5 : 시즌스 비팅즈               | 1995년 12월 17일 | 허시           | 허시파크 아레나            | 7,289       | 브렛 하트 vs. 브리티시 불독 (WWE 챔피언십) |
| 6  | 인 유어 하우스 6 : 레이지 인 더 케이지         | 1996년 2월 18일  | 루이빌         | 루이빌 가든                | 5,500       | 브렛 하트 vs. 디젤 (WWE 챔피언십, 스틸 케이지 매치) |
| 7  | 인 유어 하우스 7 : 굿 프렌즈 , 배터 애너미즈   | 1996년 4월 28일  | 오마하         | 오마하 시빅 오디토리움     | 9,563       | 숀 마이클스 vs. 디젤 (WWE 챔피언십, 노 홀즈 바아드 매치) |
| 8  | 인 유어 하우스 8 : 비웨어 오브 독              | 1996년 5월 26일  | 플로렌스       | 플로렌스 시빅 센터         | 6,000       | 숀 마이클스 vs. 브리티시 불독 (WWE 챔피언십) |
| 8  | 인 유어 하우스 8 : 비웨어 오브 독              | 1996년 5월 28일  | 노스 찰스턴    | 노스 찰스턴 콜리시엄       | 4,500       | 골더스트 vs. 언더테이커 (WWE 인터컨티넨탈 챔피언십, 캐스킷 매치) |
| 9  | 인 유어 하우스 9 : 인터내셔널 인시던트         | 1996년 7월 21일  | 밴쿠버         | 제너럴 모터스 플레이스     | 14,804      | 켐프 콜넷 (베이더 & 오웬 하트 & 브리티시 불독) vs. 더 피플스 파시 (숀 마이클스 & 사이코 시드 & 아메드 존슨)                                                                                     |
| 10 | 인 유어 하우스 10 : 마인드 게임즈              | 1996년 9월 22일  | 필라델피아     | 코어스테이츠 센터          | 15,000      | 숀 마이클스 vs. 맨카인드 (WWE 챔피언십) |
| 11 | 인 유어 하우스 11 : 뷰리어드 얼라이브          | 1996년 10월 20일 | 인디애나폴리스 | 마켓 스퀘어 아레나         | 9,649       | 언더테이커 vs. 맨카인드 (베리드 얼라이브 매치) |
| 12 | 인 유어 하우스 12 : 잇츠 타임                  | 1996년 12월 15일 | 웨스트팜비치   | 웨스트팜비치 오디토리엄    | 5,708       | 사이코 시드 vs. 브렛 하트 (WWE 챔피언십) |
| 13 | 인 유어 하우스 13 : 파이널 포                  | 1997년 2월 16일  | 채터누가       | UTC 아레나                 | 6,399       | 브렛 하트 vs. 언더테이커 vs. 베이더 vs. 스티브 오스틴 (WWE 챔피언십, 포 코너스 일리미네이션 매치)                                                                                               |
| 14 | 인 유어 하우스 14 : 리벤지 오브 더 테이커      | 1997년 4월 20일  | 로체스터       | 워 메모리얼                | 6,477       | 스티브 오스틴 vs. 브렛 하트 (WWE 챔피언십 넘버원 컨텐더) |
| 15 | 인 유어 하우스 15 : 어 콜드 데이 인 헬         | 1997년 5월 11일  | 리치먼드       | 리치먼드 콜리시엄          | 9,381       | 언더테이커 vs. 스티브 오스틴 (WWE 챔피언십) |
| 16 | 인 유어 하우스 16 : 캐내디언 스템피드          | 1997년 7월 6일   | 캘거리         | 새들돔                     | 12,151      | 더 하트 파운데이션 (브렛 하트 & 짐 나이드하트 & 오웬 하트 & 브리티시 불독 & 브라이언 필먼) vs. 스티브 오스틴 & 켄 섐록 & 골더스트 & 리전 오브 둠 (애니멀 & 호크) (텐맨 태크팀 매치)             |
| 17 | 그라운드 제로 : 인 유어 하우스                 | 1997년 9월 7일   | 루이빌         | 루이빌 가든                | 4,963       | 숀 마이클스 vs. 언더테이커 |
| 18 | 배드 블러드 : 인 유어 하우스                   | 1997년 10월 5일  | 세인트루이스   | 키엘 센터                  | 21,151      | 숀 마이클스 vs. 언더테이커 (WWE 챔피언십 넘버원 컨텐더, 헬 인 어 셀 매치) |
| 19 | 디 제너레이션 X : 인 유어 하우스               | 1997년 12월 7일  | 스프링필드     | 스프링필드 시빅 센터       | 6,358       | 숀 마이클스 vs. 켄 섐록 (WWE 챔피언십) |
| 20 | 노 웨이 아웃 오브 텍사스 : 인 유어 하우스      | 1998년 2월 15일  | 휴스턴         | 컴팩 센터                  | 16,110      | 스티브 오스틴 & 오언 하트 & 캑터스 잭 & 체인쏘 찰리 vs. 트리플 H & 사비오 베가 & 뉴 에이지 아웃로스(로드 독 & 빌리 건) (논-새션 에이드 맨 태그팀 매치)                                          |
| 21 | 언포기븐 : 인 유어 하우스                      | 1998년 4월 26일  | 그린즈버러     | 그린즈버러 콜리시엄        | 21,427      | 스티브 오스틴 vs. 두드 러브 (WWE 챔피언십) |
| 22 | 오버 더 에지 : 인 유어 하우스                  | 1998년 5월 31일  | 밀워키         | 위스콘신 센터 아레나       | 9,822       | 스티브 오스틴 vs. 두드 러브 (WWE 챔피언십, 노 디스퀄리피케이션 폴즈 카운트 에니웨얼 매치) |
| 23 | 풀리 로디드 : 인 유어 하우스                   | 1998년 7월 26일  | 프레즈노       | 셀랜드 아레나              | 9,855       | 케인 & 맨카인드 vs. 스티브 오스틴 & 언더테이커 (WWE 월드 태그팀 챔피언십) |
| 24 | 브레이크 다운 : 인 유어 하우스                 | 1998년 9월 27일  | 해밀턴         | 캅스 콜리시엄              | 17,405      | 스티브 오스틴 vs. 언더테이커 vs. 케인 (WWE 챔피언십, 트리플 쓰렛 매치) |
| 25 | 저지먼트 데이 : 인 유어 하우스                 | 1998년 10월 18일 | 로즈먼트       | 로즈몬트 호라이즌          | 18,153      | 언더테이커 vs. 케인 (WWE 챔피언십) |
| 26 | 락 바텀 : 인 유어 하우스                       | 1998년 12월 13일 | 밴쿠버         | 제너럴 모터스 플레이스     | 20,042      | 스티브 오스틴 vs. 언더테이커 (베리드 얼라이브 매치) |
| 27 | 세인트 발렌타인 데이 마스퀘어 : 인 유어 하우스 | 1999년 2월 14일  | 멤피스         | 피라미드 아레나            | 19,028      | 스티브 오스틴 vs. 미스터 맥마흔 (WWE 챔피언십 #1 컨텐더 (레슬매니아) 스틸 케이지 매치) |
| 28 | 백래시 : 인 유어 하우스                        | 1999년 4월 25일  | 프로비던스     | 프로비던스 시빅 센터       | 10,939      | 스티브 오스틴 vs. 더락 (WWE 챔피언십, 노 홀즈 바아드 매치) |
| 29 | NXT 테이크오버 : 인 유어 하우스                | 2020년 6월 7일   | 윈터파크       | 풀 세일 대학교             | 무관중 경기 | 샬럿 플레어 vs. 리아 리플리 vs. 시라이 이오 (NXT 위민스 챔피언십, 트리플 쓰렛 매치) |
| 30 | NXT 테이크오버 : 인 유어 하우스                | 2021년 6월 13일  | 올랜도         | 캐피톨 레슬링 센터         | 300         | 캐리언 크로스 vs. 애덤 콜 vs. 조니 가가노 vs. 카일 오라일리 vs. 피트 던 (NXT 챔피언십, 페이탈 5-웨이 매치)                                                                                      |
| 31 | NXT 인 유어 하우스                             | 2022년 6월 4일   | 올랜도         | WWE 퍼포먼스 센터          |             | 브론 브레이커 vs. 조 게이시 (NXT 챔피언십) |